# Carrier Mills (Illinois)
Carrier Mills es una villa ubicada en el condado de Saline en el estado estadounidense de Illinois. En el Censo de 2010 tenía una población de 1653 habitantes y una densidad poblacional de 523,57 personas por km².

## Geografía
Carrier Mills se encuentra ubicada en las coordenadas 37°41′19″N 88°37′44″O / 37.68861, -88.62889. Según la Oficina del Censo de los Estados Unidos, Carrier Mills tiene una superficie total de 3.16 km², de la cual 3.13 km² corresponden a tierra firme y (0.9%) 0.03 km² es agua.

## Demografía
Según el censo de 2010, había 1653 personas residiendo en Carrier Mills. La densidad de población era de 523,57 hab./km². De los 1653 habitantes, Carrier Mills estaba compuesto por el 84.33% blancos, el 13.01% eran afroamericanos, el 0% eran amerindios, el 0.12% eran asiáticos, el 0% eran isleños del Pacífico, el 0.06% eran de otras razas y el 2.48% pertenecían a dos o más razas. Del total de la población el 1.15% eran hispanos o latinos de cualquier raza.